# Herman Frison

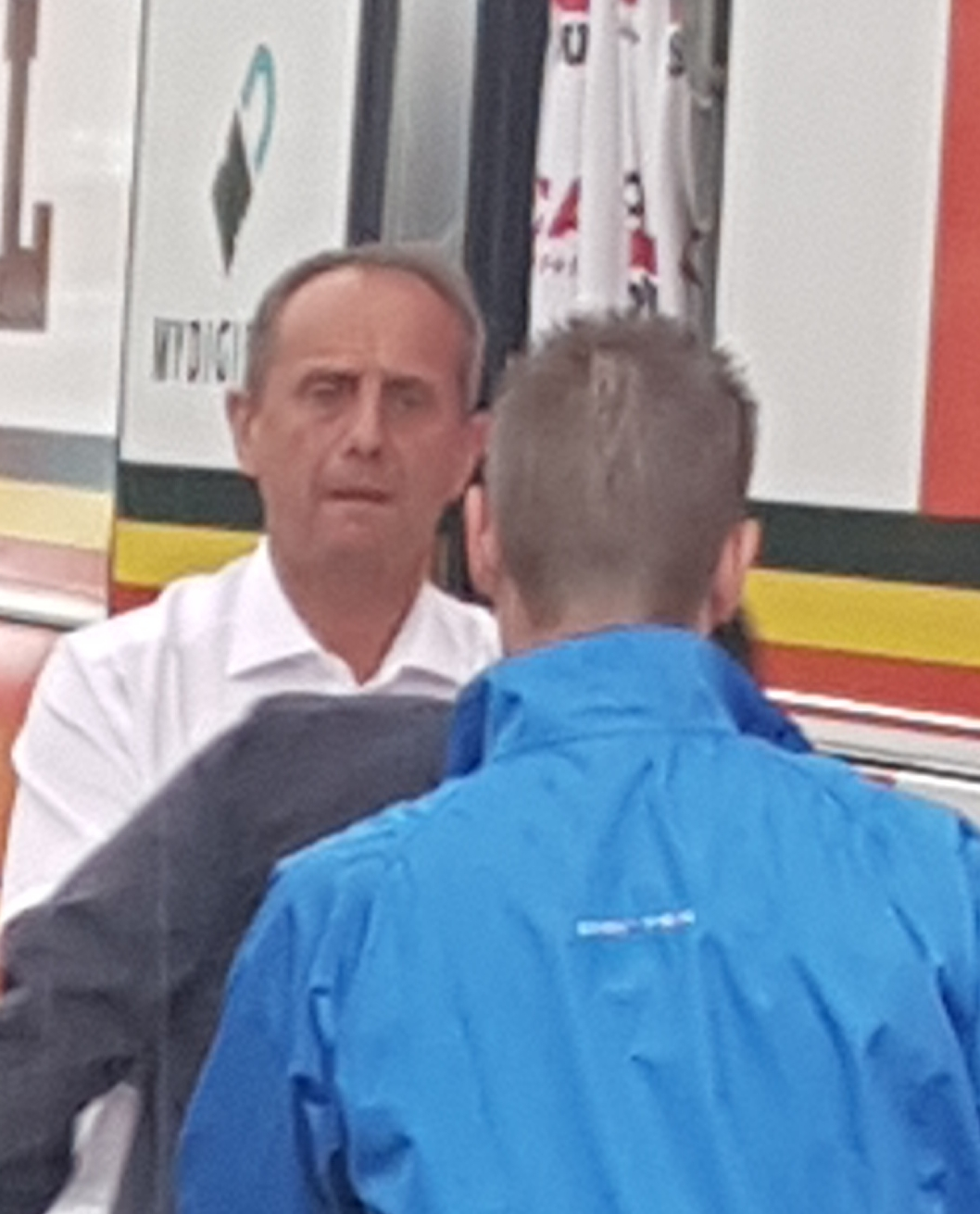
Herman Frison

Herman Frison (* 16. April 1961 in Geel) ist ein ehemaliger belgischer Radrennfahrer und Sportlicher Leiter.

## Werdegang
Frison wurde 1983 Radprofi.
Während seiner Laufbahn als Aktiver nahm er sechsmal an der Tour de France teil. 1987 gewann er die 4. Etappe von Stuttgart nach Pforzheim und belegte er 1987 den 122. Platz in der Gesamtwertung. 1992 wurde er 111., 1993 114. Bei den anderen Teilnahmen kam er nicht ins Ziel.
Seine größten Einzelerfolge neben dem Tour-de-France-Etappensieg waren der Gesamtsieg bei den Vier Tagen von Dünkirchen 1987 sowie beim Halbklassiker Gent–Wevelgem 1990.
Nach Ablauf der Saison 1996 beendete Frison seine Laufbahn als Aktiver und wurde Sportlicher Leiter bei Davitamon-Lotto. Ab 2012 wechselte Frison zum Team Lotto Belisol. Sein Vertrag wurde mit Ablauf der Saison 2021 nicht verlängert.

## Teams
- 1983–1985 Safir-Van de Ven
- 1986–1988 Roland
- 1989–1991 Histor-Sigma
- 1992 Tulip Computers
- 1993–1994 Lotto-Caloi
- 1995–1996 Lotto-Isoglass